# Schwarze Kaserne
Die Schwarze Kaserne war eine Soldatenkaserne der oberschwäbischen Stadt Memmingen in Bayern. Sie brannte 1898 ab.

## Lage
Die Schwarze Kaserne lag zwischen dem Lindauer Tor und dem Westertor.

## Aussehen
Das Gebäude war ein zweistöckiger Fachwerkbau. In das zweite Stockwerk gelangte man über eine hölzerne Außentreppe in Form eines Laubenganges. Die Rückseite bildete die Stadtmauer.

## Geschichte
Die Schwarze und die Rote Kaserne wurden 1702 von dem bayerischen Kurfürsten Maximilian II. in Auftrag gegeben, nachdem er die Stadt nach einer Belagerung eingenommen hatte. Er ließ die beiden baugleichen Kasernen zur Unterbringung der in Memmingen stationierten Soldaten an der westlichen Stadtmauer errichten. Kurz nach der Einnahme wurde Memmingen allerdings wieder zur Freien Reichsstadt, wodurch die Kasernen nicht mehr benötigt wurden. Die Schwarze Kaserne wurde daraufhin als Wohnhaus genutzt und brannte 1898 ab.
Koordinaten: 47° 58′ 55,6″ N, 10° 10′ 46,2″ O